# Jumba Yaka Forest Park
Der Jumba Yaka Forest Park ist ein Waldgebiet im westafrikanischen Staat Gambia.

## Topographie
Das 227 Hektar große Waldgebiet liegt in der Central River Region im Distrikt Lower Saloum und wurde wie die anderen Forest Parks in Gambia zum 1. Januar 1954 eingerichtet. Es liegt rund fünf Kilometer abseits der North Bank Road, Gambias zweitwichtigster Fernstraße, unmittelbar an der Grenze zu Senegal. Das ungefähr 700 Meter breite und 2700 Meter lange Gebiet liegt nördlich an einer Straße, die zu einem Grenzübergang zum Nachbarstaat führt. Farafenni, die größte Ortschaft der Region, liegt rund 32 Kilometer auf der Straße entfernt.